# 横手市森林組合
横手市森林組合（よこてししんりんくみあい）は、秋田県横手市に事務所を置く日本の森林組合。秋田県南部、東側の奥羽山脈と西側の出羽丘陵の森林地域約37,266ha（横手・増田町・平鹿町・雄物川町・大森町・十文字町・山内・大雄各地区）を管轄する。

## 組合概要
当地域は横手盆地のほぼ中央に位置し、鳥海下ろしの影響で雪が降りやすい地形により秋田県下でも豪雪地帯であり、冬季の積雪対策が課題とされている。豊富な雪解け水によりスギの生育環境に恵まれ、出羽丘陵ではナラを主体とする広葉樹林も広がっている。また雪解け水は多量のミネラルを含んでおり、平鹿平野と呼ばれる田園地帯は稲作を初め、優良な農作物が栽培できるなど肥沃な耕地が特徴でもある。
また、一級河川雄物川の水系は広がり、夏場はイワナやヤマメなどの渓流釣りや鮎釣りなども楽しまれている。当森林組合は、水資源のかん養、保健、文化、生活環境保全の上でも重要な役割を担っているため、持続可能な森林整備に力を入れている。
- 設立：1973年（昭和48年）8月1日
- 管轄：秋田県横手市管内（増田町狙半内の一部地区と雄物川町大沢地区を除く）
- 面積：約37,266ha（約95%が民有林、人工林率は平均で44%）
- 理事：10名（2021年3月31日現在）
- 監事：2名（2021年3月31日現在）
- 総代：200名
- 組合員：正組合員1545名、准組合員3名（2021年3月31日現在）
- 職員：職員23名（2021年3月31日現在）

## 広域合併の経緯
- 1972年9月7日 - 合併推進協議会を設立。増田町、雄物川町、大森町、山内村の四森林組合による合併推進協議会設立に合意。
- 1973年3月17日 - 合併予備契約に調印。平鹿総合庁舎に於いて、県林務部、森林組合連合会、管内市町村長立会のもとに調印式を挙行。
- 1973年7月2日 - 合併許可申請書を提出。秋田県知事に提出。
- 1973年7月20日 - 合併認可。
- 1973年8月1日 - 平鹿広域森林組合が誕生。

### 合併前の旧組合概要
| 旧森林組合名     | 組合員数 | 森林加入面積 | 出資金額   | 事業取扱高 | 理事 | 監事 | 職員 |
| ---------------- | -------- | ------------ | ---------- | ---------- | ---- | ---- | ---- |
| 増田町森林組合   | 229人    | 2,972ha      | 711千円    | 1,551千円  | 10人 | 3人  | 1人  |
| 雄物川町森林組合 | 104人    | 959ha        | 524千円    | 1,034千円  | 7人  | 3人  | 0人  |
| 大森町森林組合   | 597人    | 4,849ha      | 3,946千円  | 13,092千円 | 9人  | 3人  | 3人  |
| 山内村森林組合   | 858人    | 7,262ha      | 5,024千円  | 36,616千円 | 13人 | 4人  | 5人  |
| 合計             | 1,788人  | 16,042ha     | 10,205千円 | 52,293千円 | 39人 | 13人 | 9人  |

### 創立時の組合運営
小規模組織を広域化することにより、組合員へのサービス向上と、組合運営の向上を図るべく発足したが、未処理欠損金など財政難の関係から、平鹿総合庁舎内に仮事務所を設置し業務を開始。当時、県の重点施策として、10,000ha造林推進時代であったが、作業班の広域協業体制、林業機械等の装備の遅れなどから事業の拡大が進まず、又、自己資本が県内低位にあり、施設の充実と資本の強化が急務とされていた。

## 沿革
- 1973年 - 8月1日、平鹿郡内4森林組合（増田町、雄物川町、大森町、山内村）合併により平鹿広域森林組合が誕生。 平鹿総合庁舎大会議室にて理事会開催（定数39名/出席36名、欠席3名、創立時の執行体制は組合長：備前杢兵衛（大森）、副組合長：李子孝次郎（増田）、常務理事：西野良太郎（山内））、監事会開催（定数13名全員出席、代表監事：佐々木欣一（雄物川））、里山再開発事業導入 作業道6路線2,739m。
- 1975年 - 森林組合新生10カ年運動展開 。組織経営体制の強化、事業の拡充強化推進。木材運搬の様子

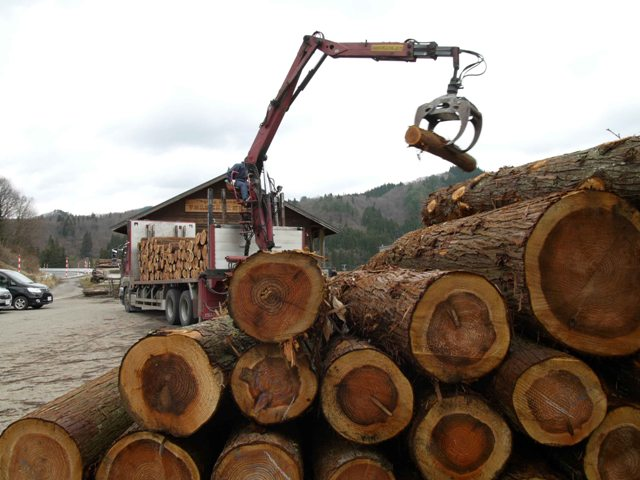
木材運搬の様子

- 1976年 - 組合事務所（横手市大沢字西野30番地1）建設。事務所建設増資計画。林業構造改善事業導入（高集団地協業促進事業51年度、基幹作業道開設600m他、人員輸送車2台/基幹作業道568ｍ他、トラック1台他）。
- 1978年 - 森林総合整備事業発足。森林造成、保育事業拡大への取り組み。組合長は備前杢兵衛が急逝により阿部勝行を選出。
- 1979年 - 二次林業構造改善事業導入（基幹作業道2,700m、マイクロバス等）。財政難のため、三役報酬の75%を削減。管理体制強化のため参事制導入。
- 1980年 - 森林組合新生発展計画を樹立。
- 1981年 - 山村林業構造改善事業を導入。
- 1983年 - 組合創立10周年記念式典。全県植樹祭開催（山内村相野々ダム）。
- 1985年 - 森林組合体制刷新運動を展開。間伐・林産事業の組織化、国産材利用促進。養苗事業を廃止（病害虫被害等による経営悪化が続いたため）。
- 1987年 - 全県植樹祭を開催（大森公園）。1996年に新築された横手市森林組合事務所

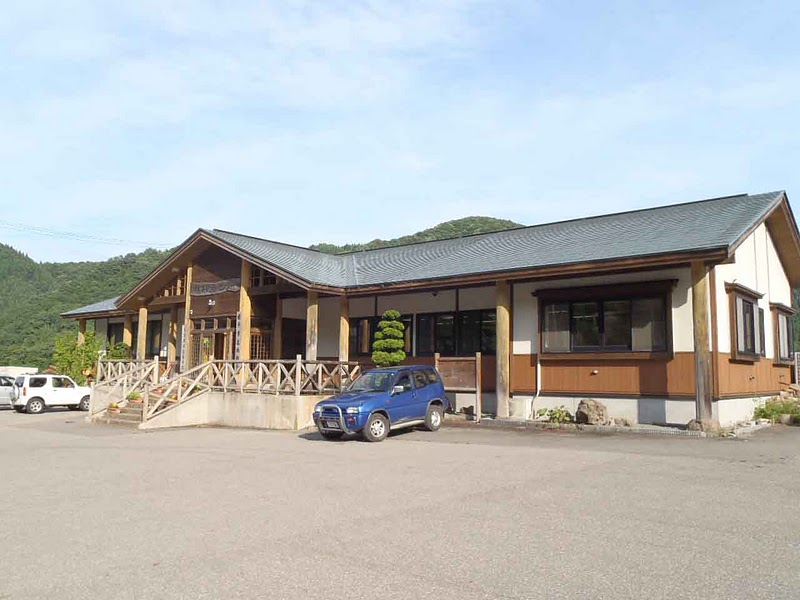
1996年に新築された横手市森林組合事務所

- 1988年 - 緑と水の森林基金制度を創設。国民総参加の森づくりを推進。
- 1989年 - 増資5カ年計画実施。一般組合員による増資5,000千円。ふるさとの森づくり運動発足。児童生徒、緑の少年団、一般市民参加の森づくり行事、児童による緑の文集、発表会、講演会等を開催。延9,500名参加。
- 1990年 - 森林組合活性化計画が発足。自己資本強化、事業取扱高拡大対策に取組む。
- 1991年 - 役員特別増資計画（役員報酬の20%、5カ年計画）。
- 1992年 - 第17回全国育樹祭にて『ふるさとの森づくり運動』が財団法人国土緑化推進機構理事長賞を受賞。
- 1993年 - 林業構造改善事業導入。林業生産高度化施設整備事業。組合創立20周年式典。間伐小径材の有効活用を図るため『株式会社ウッディさんない』設立（組合出資：2,000千円）。全県植樹祭を真人公園に於いて開催。
- 1994年 - グラップルソー、高性能林業機械導入。
- 1995年 - 高性能林業機械フォワーダ導入。
- 1996年 - 事業所新築増資計画、増資計画額26,000千円。木材運搬の様子（冬）

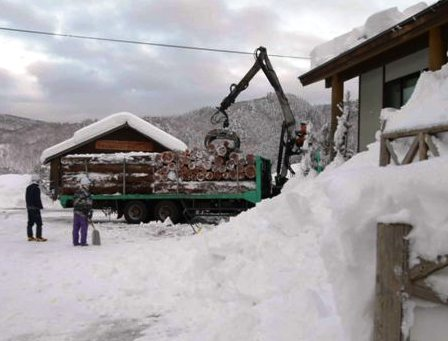
木材運搬の様子（冬）

- 1997年 - グラップル付大型トラック導入。3月27日、組合事務所新築研修センター竣工（山内村土渕字小目倉沢34番地8）
- 1999年 - 林業機械化センターを建設。21世紀ビジョン運動方針を制定。森林管理整備の実行体制強化と間伐の促進。県産材需要拡大と木材販売体制の強化。未来志向型組織への整備促進。
- 2000年 - 情報化社会に対応し、IT機器を導入。組合員へ情報提供または事務処理機能の迅速化を図る。組合理事会に木材加工施設建設検討委員会を設置。
- 2001年 - 加工施設の建設用地を取得（横手市前郷字西ヶ沢45他、取得面積：22.154㎡　取得価格：21,586千円）するも、進入路の関係などで利用できず、結果的に不良資産となる。21世紀への提言大会を開催。提言「秋田スギ雄物川材時代の創出」（ 1.持続可能な森づくりの推進。2.国産材時代をリードする木材供給基地づくりの推進。3.多様なニーズに対応する森林の総合的利用の推進。）平鹿地区木材加工流通センター建設推進委員会を設立（平鹿広域森林組合4名、平鹿製材協同3名、横手・平鹿製材協同組合3名）。推進委員会を強力に推進することになり準備委員会に変更。　増田町中山間地域公社に50万円出資（2001年7月）

第1次合意成立（新事業体の名称：「平鹿地区木材高度加工協同組合」、導入施設の選定：中・中断面集成材加工施設、低コスト製材施設、乾燥施設、循環利用焼却施設、総事業費：10億円、建設用地：森林組合が取得。新事業体へ貸与。その他：原木の供給は地域産材を森林組合が供給。
- 2003年 - （仮）平鹿地区木材高度加工協同組合から名称変更し、秋田県南木材高度加工協同組合委員会を設立。平鹿広域森林組合、横手・平鹿製材業者、素材生産業者、森林所有者により「秋田スギの家」供給グループ結成。ふるさとの森づくり・家づくり推進協議会を設立。地産地消を目指し、地域関連業界と一体となり活動を展開する。地域森林整備協議会発足。市町村、森林組合が協議し、地域林業の振興と林業経営の向上に取り組む。

秋田県横手市の位置

- 2004年 - 秋田県南木材高度加工協同組合の建設地が決定（横手市柳田、横手第二工業団地内）。2001年の取得地が結果的に不良資産となる。
- 2005年 - 建設検討委員会設置から5年の歳月を経て、秋田県南木材高度加工協同組合（通称：秋田スギニカ）が完成（竣工式7月11日）。森林組合代表理事阿部組合長が秋田スギニカの代表理事副理事長を兼務。森林情報管理システム導入。森林情報管理システム(GIS）に着手（1.2004年秋、航空撮影（平鹿郡内）カラー写真導入により森林状況の詳細把握が可能に。　2.森林簿形式をコンピューターに取り込み、地域、山林所有者、樹種、簡単抽出が可能に。　3.森林簿の内容を図面に色塗し、繋ぎあわせや測量図面との合成が可能に。　4.管理システムを利用し、組合員の山を守るため長期施業受託や団地化を促進。）
広域合併（横手市・平鹿郡8市町村合併）により”新・横手市”となったため、「平鹿広域森林組合」から「横手市森林組合」に名称変更。
- 2006年 - 5月23日、秋田スギニカがJAS認定工場となる。伊藤専務と総務課長が森林組合在籍のまま秋田スギニカに出向。（「秋田スギニカはすべて順調に行っている。」という阿部組合長報告であったが、この兼務出向が後の問題を大きくする元になったと考えられる。）
- 2007年 - 大幅な赤字計上。秋田スギニカ（田畑理事長）との間で、役員会未承認の取引・融資・立替払い等の事実が判明。監事会の枠内ではなく役員会に調査委員会を設け内部調査をし、阿部組合長（秋田スギニカ副理事長兼務）、伊藤専務理事の役員会無視の独断専行の事実を確認。森林組合経営改善計画の樹立（これは後の変更となる）。
- 2008年 - 臨時総代会。増資5カ年計画（増資総額6千万円）を柱とする森林組合経営改善計画変更計画を樹立。執行部体制を一新（代表理事組合長：備前雄一（新任）、副組合長：高橋英一（新任）、理事兼参事：千田孝八（新任））。前執行部など当時の関係者を訴追、4名を民事訴訟。　秋田スギニカ経営不振。
- 2009年 - 増資計画達成率80%超。事業実績は順調に回復。横手市の全面支援などにより単年度計画及び中長期計画は大幅達成。旧森林開発公団契約3者契約地など分収林1,250ha達成。（元々350ha程の分収契約地であったが、旧森林開発公団契約に明るい横手市粕加谷次長と当組合千田参事のコンビによるスムーズな実務打合せにより半年で契約変更、2者契約から3者契約地が900haほどプラスされる。収穫時森林組合の分収益は横手市に寄付覚書されているが、毎年の事業展開については横手市の入札を経ず森林組合が造林者として行う。）
- 2010年 - 増資計画達成率97%超。事業実績は順調に回復。売上高6億3千万円超、中長期計画は1年前倒し達成。秋田スギニカの経営支援に栃木県の『テクノウッドワークス㈱』が入る。
役員改選後当組合では昭和48年合併以来初めて組合長が常勤（年俸非常勤の5倍）となる。しかし、15名理事定員のところ欠員者4名のまま補欠選挙行わず任期まで運営。
- 2011年 - 森林・林業再生プランに基づく提案型森林施業に対応充実のため、販売課を新設し3課制とする（総務課、業務課、販売課）。|        |        |        |        |        |        |  |  | 横手市森林組合 |        |        |        |        |        |  |  |        |        |        |        |        |        |
|        |        |        |        |        |        |  |  |                |        |        |        |        |        |  |  |        |        |        |        |        |        |
|        |        |        |        |        |        |  |  |                |        |        |        |        |        |  |  |        |        |        |        |        |        |
| 総務課 | 総務課 | 総務課 | 総務課 | 総務課 | 総務課 |  |  | 業務課         | 業務課 | 業務課 | 業務課 | 業務課 | 業務課 |  |  | 販売課 | 販売課 | 販売課 | 販売課 | 販売課 | 販売課 |
| 総務課 | 総務課 | 総務課 | 総務課 | 総務課 | 総務課 |  |  | 業務課         | 業務課 | 業務課 | 業務課 | 業務課 | 業務課 |  |  | 販売課 | 販売課 | 販売課 | 販売課 | 販売課 | 販売課 |山内三又に山林（保安林）約26ha取得し、組合所有林28haとなる。『国際森林年2011』として『秋田県種苗交換会』に参加。J-verなどに対応するため「森林環境対策室」新設、理事兼参事千田孝八が森林対策室長兼務し5名（兼務）でスタート。3月11日に発生した震災以降、更なる業績不振により、秋田県南木材高度加工協同組合（スギニカ）経営協力から『テクノウッドワークス㈱』が撤退。
- 2012年 - 2月20日前執行部など当時の関係者対象の民事訴訟第一審判決は金額的に全面勝訴。前阿部組合長は無罪。（この民事訴訟第二審は2013年夏頃和解により結審。和解総額は全面勝訴の三分の一程度に終わる。）　
3月「横手市・森林組合森林吸収共同プロジェクト」カーボンオフセットJ-ver認定なる。　23年度も増資計画は計画に対して80％以上実績で推移し、これによる組合員脱退者はいない状況。
5月第46回全国林業関係広報コンクール、ホームページ部門にて優秀賞受賞及び全国森林組合連合会会長賞を受賞（複数SNSとの連携による高アクセスと情報発信力が高く評価される。編集責任者：理事兼参事千田孝八）
- 2013年 -2012年度環境省委託公募事業「チャレンジ25地域づくり事業」に応募し、横手市森林組合と一般財団法人石炭エネルギーセンターの共同プロジェクトが採用される。横手第二工業団地内にYTGバイオマスプラントとしてバイオマスガス化発電とバイオコークスのプラントが稼働を始めている。平成26年度までの実証事業。理事兼参事千田孝八がプラントのバイオマス副所長兼務となる。

　　　今年度から業務の流れを再検討した結果、業務課と販売課を再統合し業務課長を第一課長・第二課長とする。総務課はそのまま。
|        |        |        |        |        |        |  |  | 横手市森林組合     |                    |                    |                    |                    |                    |  |  |                    |                    |                    |                    |                    |                    |
|        |        |        |        |        |        |  |  |                    |                    |                    |                    |                    |                    |  |  |                    |                    |                    |                    |                    |                    |
|        |        |        |        |        |        |  |  |                    |                    |                    |                    |                    |                    |  |  |                    |                    |                    |                    |                    |                    |
| 総務課 | 総務課 | 総務課 | 総務課 | 総務課 | 総務課 |  |  | 業務課（第一課長） | 業務課（第一課長） | 業務課（第一課長） | 業務課（第一課長） | 業務課（第一課長） | 業務課（第一課長） |  |  | 業務課（第二課長） | 業務課（第二課長） | 業務課（第二課長） | 業務課（第二課長） | 業務課（第二課長） | 業務課（第二課長） |
| 総務課 | 総務課 | 総務課 | 総務課 | 総務課 | 総務課 |  |  | 業務課（第一課長） | 業務課（第一課長） | 業務課（第一課長） | 業務課（第一課長） | 業務課（第一課長） | 業務課（第一課長） |  |  | 業務課（第二課長） | 業務課（第二課長） | 業務課（第二課長） | 業務課（第二課長） | 業務課（第二課長） | 業務課（第二課長） |
2008年から森林組合再建の実務中心として新規事業開拓や人材育成、森林組合の仕組み改善などに取り組んできた千田孝八氏が5年間の計画通り再建が進み一定の成果が得られたことで2013年12月末退任。実務経験を買われ人脈を活用し専門分野の経験と知識や技術力を発揮し、この足掛け5年で1億円近い利益を生み出し横手市森林組合の赤字解消に尽力した企画立案実務の中心人物。年齢に関係なくパソコンやネッワークに精通し林業界で独自の世界を展開してきた人物。